# Basic – Farligt uppdrag
Basic – Farligt uppdrag (engelska: Basic) är en amerikansk-tysk långfilm från 2003 i regi av John McTiernan, med John Travolta, Connie Nielsen, Samuel L. Jackson och Tim Daly i rollerna.

## Handling
En militärövning ledd av USA:s armé går snett i Panamas djungler, folk dör och alla överlevande berättar olika versioner. Vem ljuger eller ljuger alla? Lite gammaldags deckare över handlingen i militärmiljö.

## Rollista
| John Travolta         | – Hardy   |
| Connie Nielsen        | – Osborne |
| Samuel L. Jackson     | – West    |
| Tim Daly              | – Styles  |
| Giovanni Ribisi       | – Kendall |
| Brian Van Holt        | – Dunbar  |
| Taye Diggs            | – Pike    |
| Dash Mihok            | – Mueller |
| Cristián de la Fuente | – Castro  |
| Roselyn Sanchez       | – Nunez   |
| Harry Connick Jr.     | – Vilmer  |